# Maniva (eau minérale)

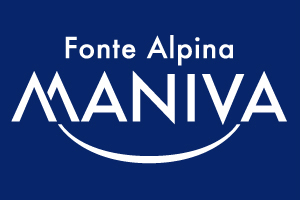
Logotype de l'eau Maniva.

Maniva est une marque italienne d'eau minérale naturelle produite par le groupe Maniva SpA dans la ville de Bagolino dans la province de Brescia.

## Distribution

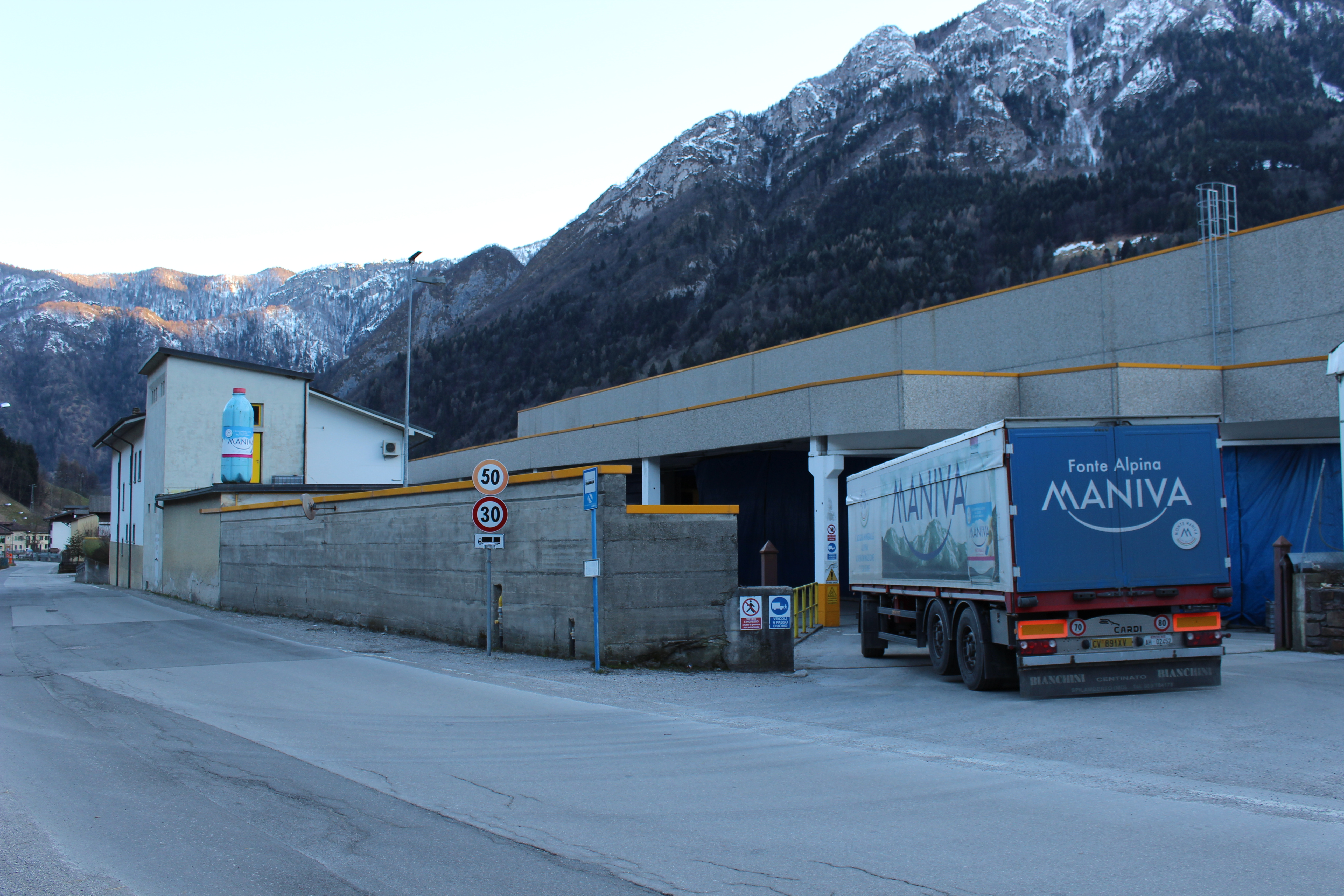
L'usine d'embouteillage Maniva de Bagolino.

La marque distribue ses bouteilles dans toute l'Italie.

## Composition analytique en mg/L de l'eau Maniva
Analyse chimique de l'eau Maniva au 10 janvier 2010 par l’université de Pavie :
- Résidu sec à 180 °C : 98 mg/L
- pH : 8
- Température de l'eau au puisage : 8,9 °C
- Dureté de l'eau : 7,2 °f

| Éléments             | Concentration en mg/L |
| -------------------- | --------------------- |
| Calcium (Ca2+)       | 23,2                  |
| Magnésium (Mg2+)     | 3,5                   |
| Sodium (Na+)         | 2,5                   |
| Potassium (K+)       | 0,8                   |
| Sulfates (SO42−)     | 8                     |
| Bicarbonates (HCO3−) | 83                    |
| Chlorures            | 2,8                   |
| Fluor                | < 0,11                |